# St. Marien (Tokio)

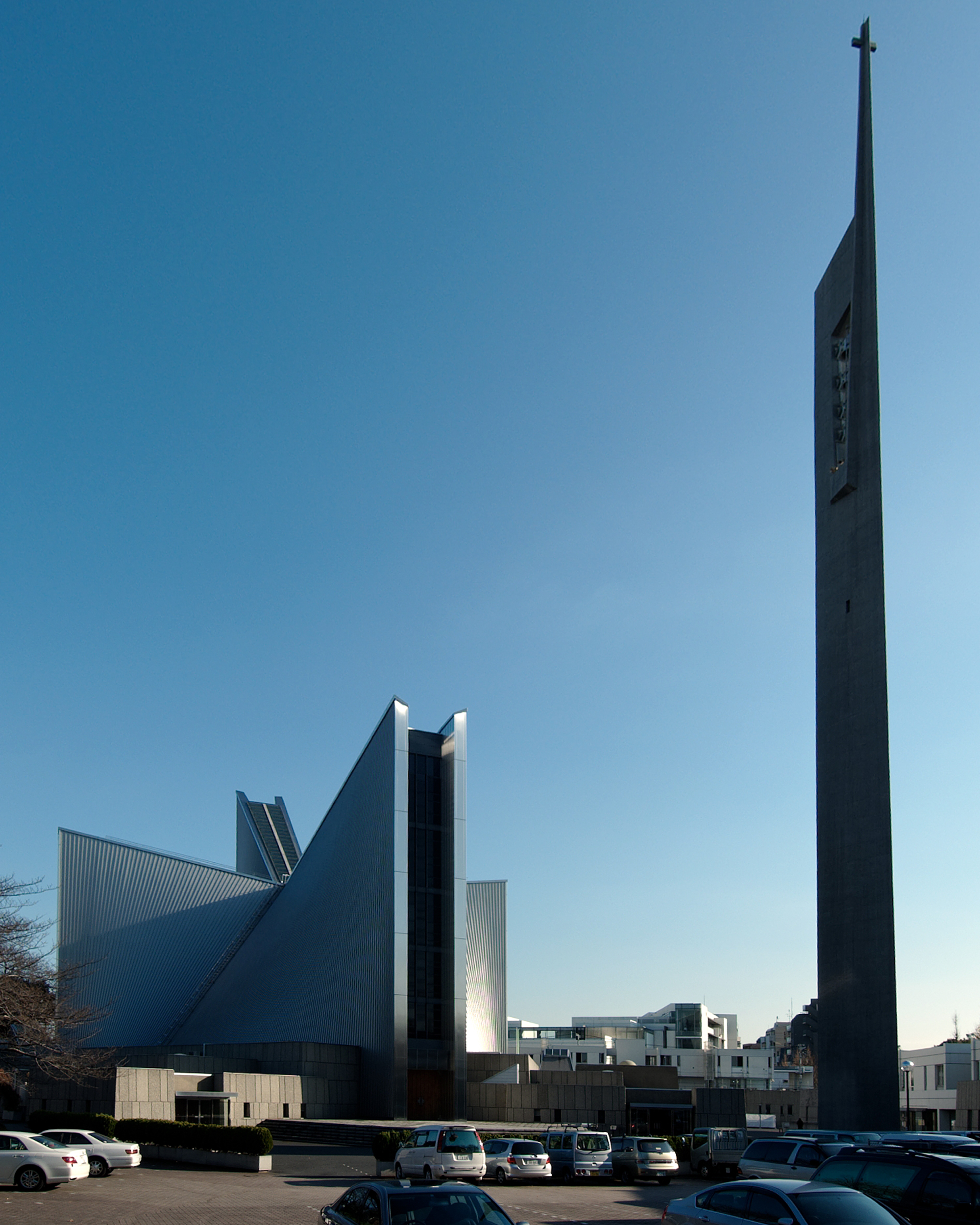
Kathedrale St. Marien in Tokio

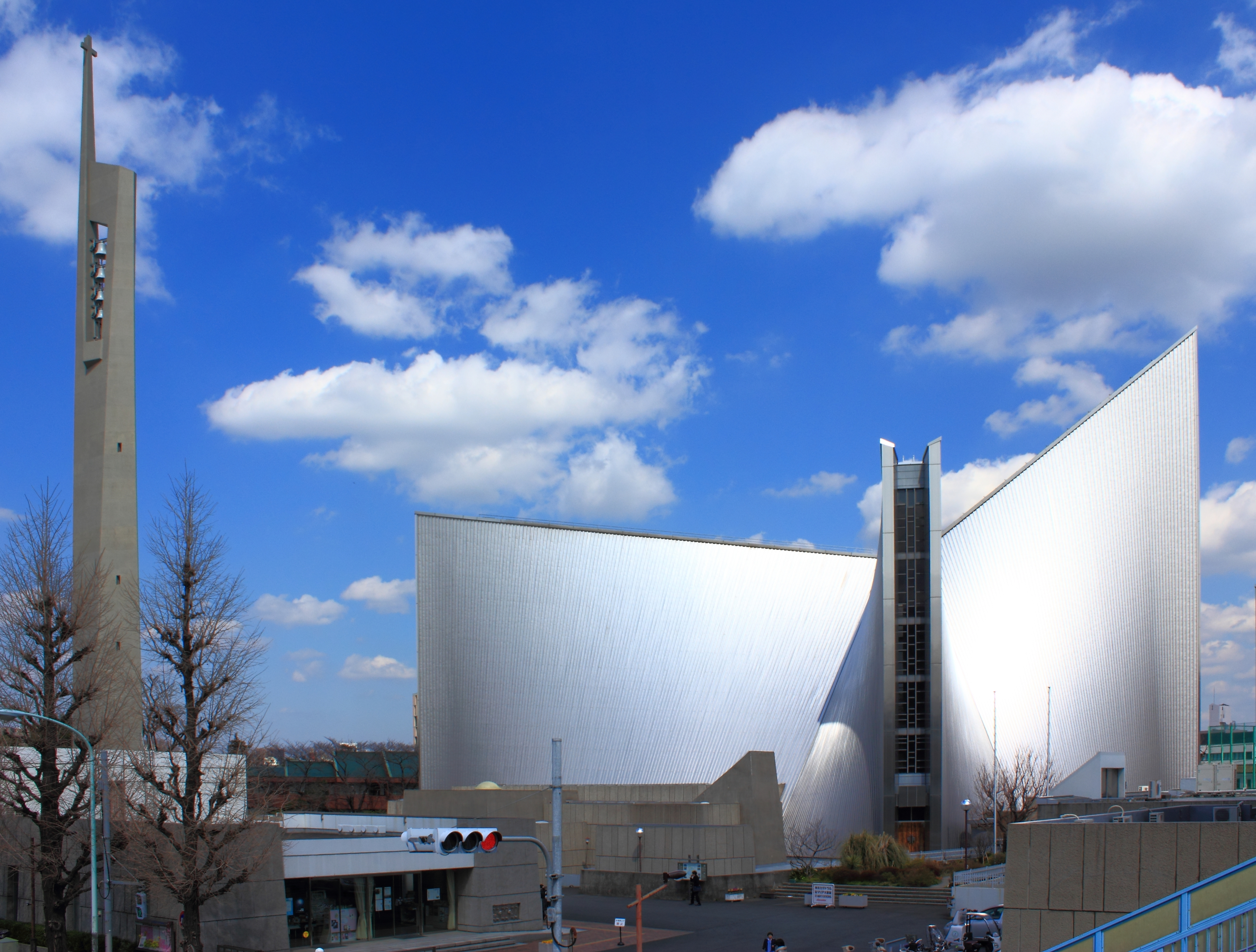
Seitenansicht

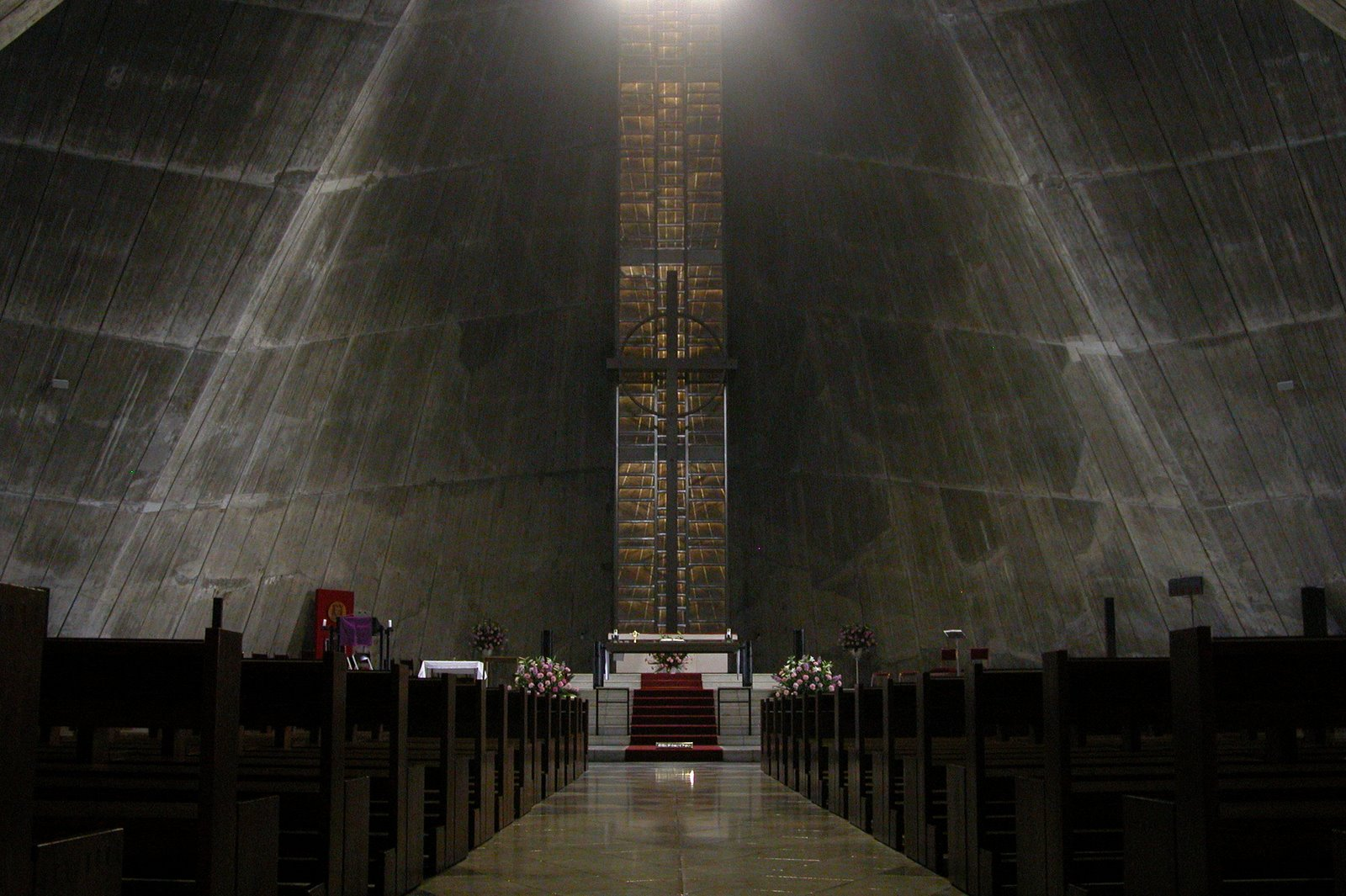
Blick auf den Altarraum

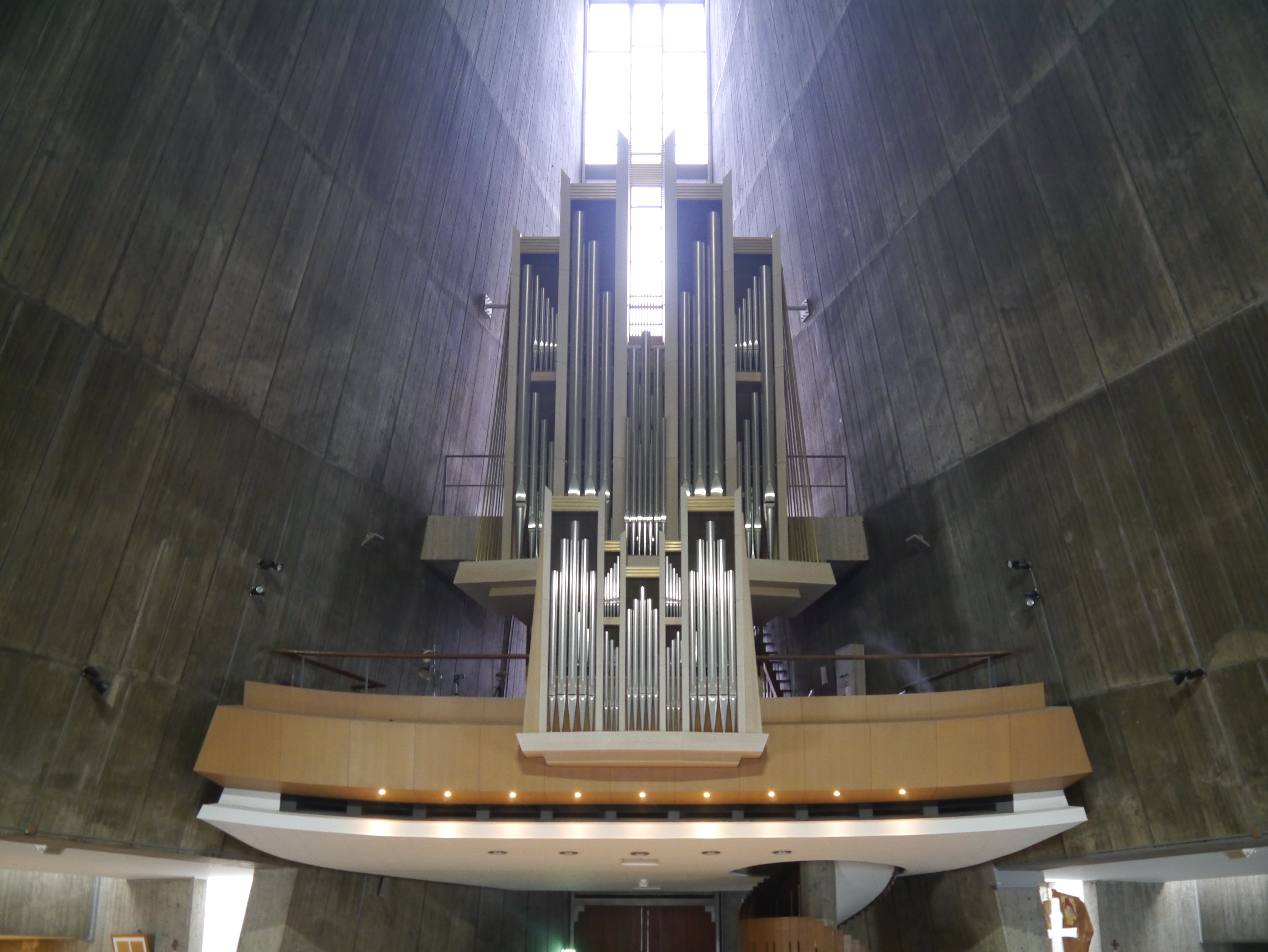
Orgel

Die Kathedrale St. Marien (japanisch 東京カテドラル聖マリア大聖堂, Tōkyō Katedoraru Sei Maria Daiseidō) ist der Sitz der Erzdiözese Tokio der Römisch-Katholischen Kirche. Sie liegt im Wohngebiet Sekiguchi des Tokioter Stadtbezirks Bunkyō.

## Geschichte
Das Originalgebäude von 1899 war ein neogotisches Holzbauwerk. Sie brannte im Zweiten Weltkrieg nieder. Anfang der 1960er lud die Erzdiözese die drei Architekten Kenzō Tange, Yoshirō Taniguchi und Kunio Maekawa zu einem Wettbewerb für einen Neubau ein, in dem sich Tange mit seiner Beton/Stahl-Konstruktion durchsetzen konnte. Die Erzdiözese Tokio ließ sie ihn Zusammenarbeit mit dem Kölner Diözesanbaumeister Wilhelm Schlombs planen und mit finanzieller Unterstützung des Erzbistums Köln bauen.
Die 1965 fertiggestellte Kirche mit kreuzförmigem Grundriss ist bis zu 40 Meter hoch und erreicht diesen Punkt am östlichen Ende über dem Altar. Die zwölf Zentimeter dicken Betonschalen, aus denen sie besteht, sind an der Außenseite mit rostfreiem Stahl verkleidet, im Innenraum soll der Beton für sich selbst wirken.
1967 wurde in San Francisco der Grundstein für die Cathedral of Saint Mary of the Assumption nach einem ganz ähnlichen Entwurf (allerdings von Pier Luigi Nervi und Pietro Belluschi) gelegt.

## Orgel
Die Orgel wurde 2004 von der italienischen Orgelbaufirma Mascioni erbaut. Wichtigster Ratgeber war der italienische Organist Lorenzo Ghielmi.
Das Instrument hat 46 Register (3.122 Pfeifen) auf drei Manualen und Pedal. Die Spieltrakturen sind mechanisch, die Registertrakturen sind elektrisch.
| I Positivo C–a3     |       |
| Principale italiano | 8′    |
| Bordone             | 8′    |
| Principale          | 4′    |
| Ottava              | 4′    |
| Flauto in ottava    | 4′    |
| Sesquialtera II     | 2 ⁄3′ |
| Decimaquinta        | 2′    |
| Decimanona          | 1 ⁄3′ |
| Ripieno III         | 2′    |
| Voce Umana          | 8′    |
| Cromorno            | 8′    |
| Tremolo             |       |

| II Grand' Organo C–a3 |        |
| Principale            | 16′    |
| Principale            | 8′     |
| Flauto a camino       | 8′     |
| Ottava                | 4′     |
| Flauto a cuspide      | 4′     |
| Quinta                | 2 ⁄3′  |
| Nazardo               | 2 ⁄3′  |
| Ottava                | 2′     |
| Terza                 | 1 3⁄5′ |
| Mistura V             | 2′     |
| Cimbalo III           | 2⁄3′   |
| Tromba                | 8′     |

| III Recitativo C–a3 |     |
| Bordone             | 16′ |
| Bordone             | 8′  |
| Viola da Gamba      | 8′  |
| Principale          | 4′  |
| Flauto              | 4′  |
| Flauto              | 2′  |
| Cornetto III-V      | 8′  |
| Ripieno IV          | 2′  |
| Dulziana            | 16′ |
| Tromba              | 8′  |
| Oboe                | 8′  |
| Clarone             | 4′  |
| Tremolo             |     |

| Pedale C–f1 |       |
| Subbasso    | 32′   |
| Contrabasso | 16′   |
| Violone     | 16′   |
| Subbasso    | 16′   |
| Basso       | 8′    |
| Bordone     | 8′    |
| Principale  | 4′    |
| Mistura IV  | 2 ⁄3′ |
| Tromboni    | 16′   |
| Tromba      | 8′    |
| Tromba      | 4′    |

- Koppeln: I/II, III/II, II/P, III/P